# Mainvilliers
Mainvilliers é uma comuna francesa na região administrativa do Centro, no departamento Eure-et-Loir. Estende-se por uma área de 11,92 km². Em 2010 a comuna tinha 11 347 habitantes (densidade: 951,9 hab./km²).